# Ashley Walters
Ashley Walters, född 30 juni 1982 i London, är en brittisk skådespelare.
Walters har bland annat spelat en av huvudpersonerna i TV-serierna Top Boy, Saknar dig och Adolescence. I Saknar dig spelade han Josh Buchanan som tidigare var i ett förhållande med Kat Donovan.

## Filmografi (i urval)
- 2005 – Get Rich or Die Tryin'
- 2006 – Stormbreaker
- 2011–2023 – Top Boy (TV-serie)
- 2025 – Saknar dig (TV-serie)
- 2025 – Adolescence (TV-serie)